# Paul Jeserich
Paul Jeserich (* 27. Januar 1854 in Berlin; † 17. November 1927 (nach abweichenden Angaben: 18. November 1927) ebenda) war ein deutscher Chemiker und Pionier auf dem Gebiet der Blutspurenkunde.
Jeserich promovierte in Jena und arbeitete in Berlin zunächst als Assistent des Gerichtschemikers Franz Leopold Sonnenschein, dessen Labor er nach dessen Tod übernahm. Er war vor allem auf dem Gebiet der Forensik tätig, insbesondere der Biologischen Spurenkunde, und der Ballistik, wo er als einer der ersten Wissenschaftler mittels Mikrofotografie eine abgefeuerte Kugel der richtigen Waffe zuwies. Jeserich untersuchte im Auftrag der Polizei außerdem Blutspuren an Tatorten und auf beschlagnahmten Beweisstücken. Er sagte vor Gericht als Sachverständiger aus, so zum Beispiel 1904 im Mordfall Lucie Berlin.
Neben seiner Tätigkeit in der Forensik beschäftigte sich Jeserich gemeinsam mit C. A. Meinert mit der Gewinnung von Speisefetten aus Kokos- und Palmkernöl und entwickelte dafür ein Verfahren, das im April 1882 beim Deutschen Patentamt mit der Nummer 19819 eingetragen wurde.
Außerdem arbeiteten Jeserich und Meinert einige Jahre an einer Studie, bei der Gefangene im Strafgefängnis Plötzensee vorwiegend vegetarisch ernährt wurden.
Jeserich war als Ballonfahrer, Radfahrer, Schwimmer, Bergsteiger, Segler, Motorbootsportler und Skifahrer auch sportlich vielfach aktiv. Er war Mitglied im Deutschen Verein zur Förderung der Luftschifffahrt und erstellte 1884 gemeinsam mit Georg von Tschudi die vermutlich ersten Luftaufnahmen Deutschlands. Als erster Ballonfahrer erreichte er 1886 in Berlin eine Höhe von etwa 600 m.
Jeserich starb nach kurzer Krankheit und wurde auf dem St.-Marien- und St.-Nikolai-Friedhof I in Berlin begraben, seine Grabstätte ist nicht erhalten.

## Veröffentlichungen
- Über die Methoden zur Zerstörung und Extraktion von Leichenteilen etc., behufs Ausführung der Untersuchung auf anorganische Bestandteile und eine neue derartige Methode. In: Repertorium der analytischen Chemie. Band 2, 15. Dezember 1882, S. 369–373 (Textarchiv – Internet Archive).
- Die Mikrophotographie auf Bromsilbergelatine bei natürlichem und künstlichem Lichte unter ganz besonderer Berücksichtigung des Kalklichtes. Julius Springer, Berlin 1888 (Textarchiv – Internet Archive).
- Bericht über ausgedehnte Ernährungs-Versuche in der kgl. Strafanstalt Plötzensee auf Veranlassung der Act.-Ges. Carne pura ausgeführt und bearbeitet. C. Stahl, Berlin o. J., OCLC 79864645.